# Honkslag
Een honkslag is slag in het honkbal waardoor de slagman het eerste honk bereikt zonder dat een veldspeler de kans krijgt hem uit te maken. De slagman wordt door het bereiken van het eerste honk een honkloper. Wanneer de slagman na zijn slag direct het tweede of het derde honk of de thuisplaat bereikt wordt dit respectievelijk een tweehonkslag, een driehonkslag, of een homerun genoemd.
Een slagman krijgt geen honkslag op zijn conto bijgeschreven wanneer de veldspeler ervoor kiest om te proberen een van de andere honklopers uit te gooien, terwijl hij ook de mogelijkheid had om de slagman-honkloper op 1 uit te gooien.

## Honkslagrecordhouders

### Aantal honkslagen in een carrière
1. Pete Rose - 3215
2. Ty Cobb - 3053
3. Eddie Collins - 2643
4. Cap Anson - 2598
5. Willie Keeler - 2513
6. Honus Wagner - 2422
7. Rod Carew - 2404
8. Tris Speaker - 2383
9. Tony Gwynn - 2378
10. Paul Molitor - 2366

### Aantal honkslagen in een seizoen
1. Ichiro Suzuki (2004) - 225
2. Willie Keeler (1898) - 206
3. Ichiro Suzuki (2007) - 203
4. Lloyd Waner (1927) - 198
5. Willie Keeler (1897) - 193